# 圣亚博那堂

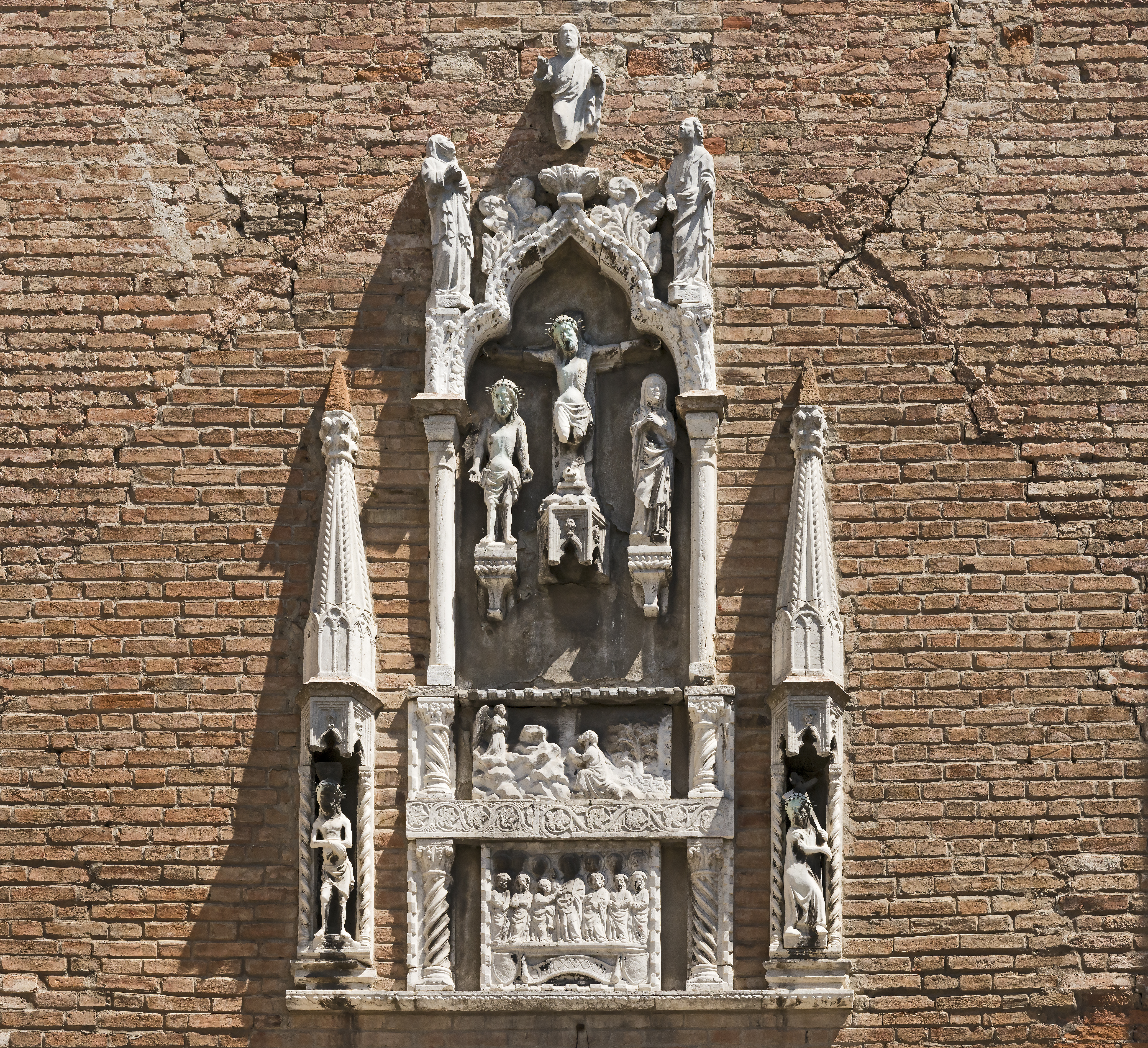

圣亚博那堂（Sant'Aponal）是意大利威尼斯圣保罗区一座已改为俗用的教堂。
该堂由来自拉文纳的难民创建于11世纪，供奉圣亚博那。该堂在15世纪进行了一次重大改建。在拿破仑占领时期，该堂改为俗用，直到1851年才重新祝圣。有一段时间曾用作囚禁政治犯的监狱。1984年该堂再次改为俗用，现在主要是一个档案馆。立面有哥特式装饰。